# Impact du café sur l'environnement

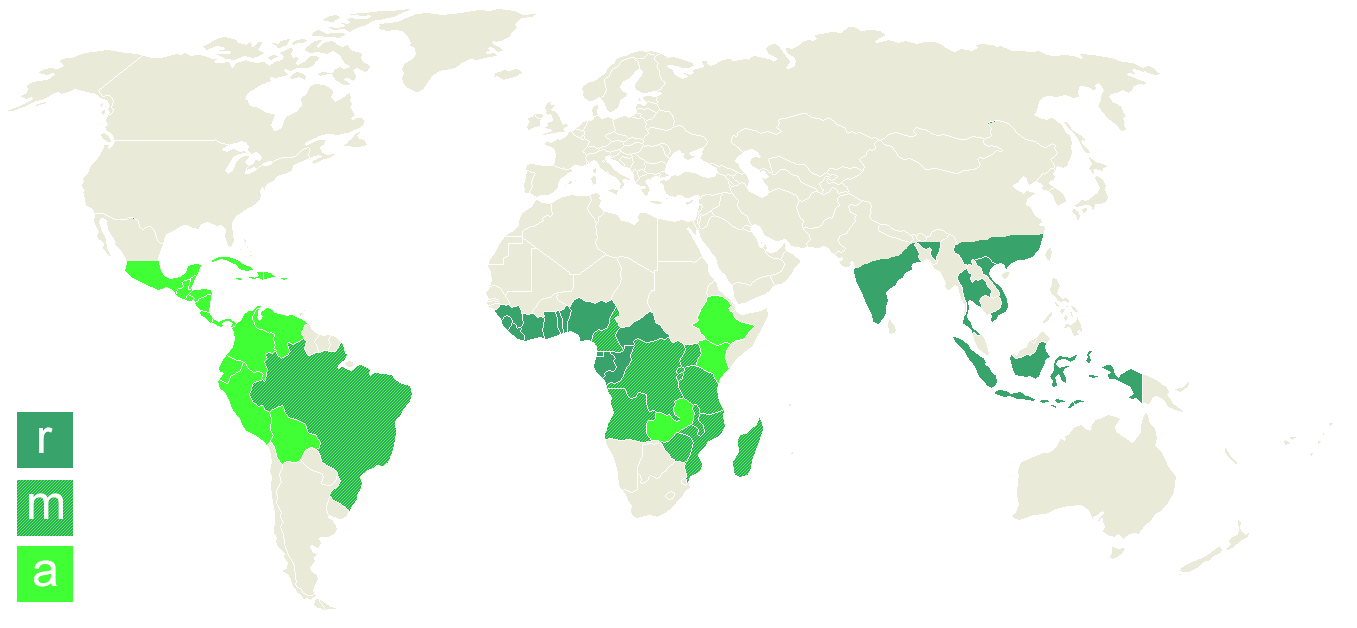
Régions productrices de café.

Le café étant l'une des cultures commerciales les plus importantes dans le monde, l'impact écologique de sa production et de sa consommation fait l'objet d'un intense intérêt aussi bien universitaire, politique, que médiatique.

## Modes de culture du café et biodiversité

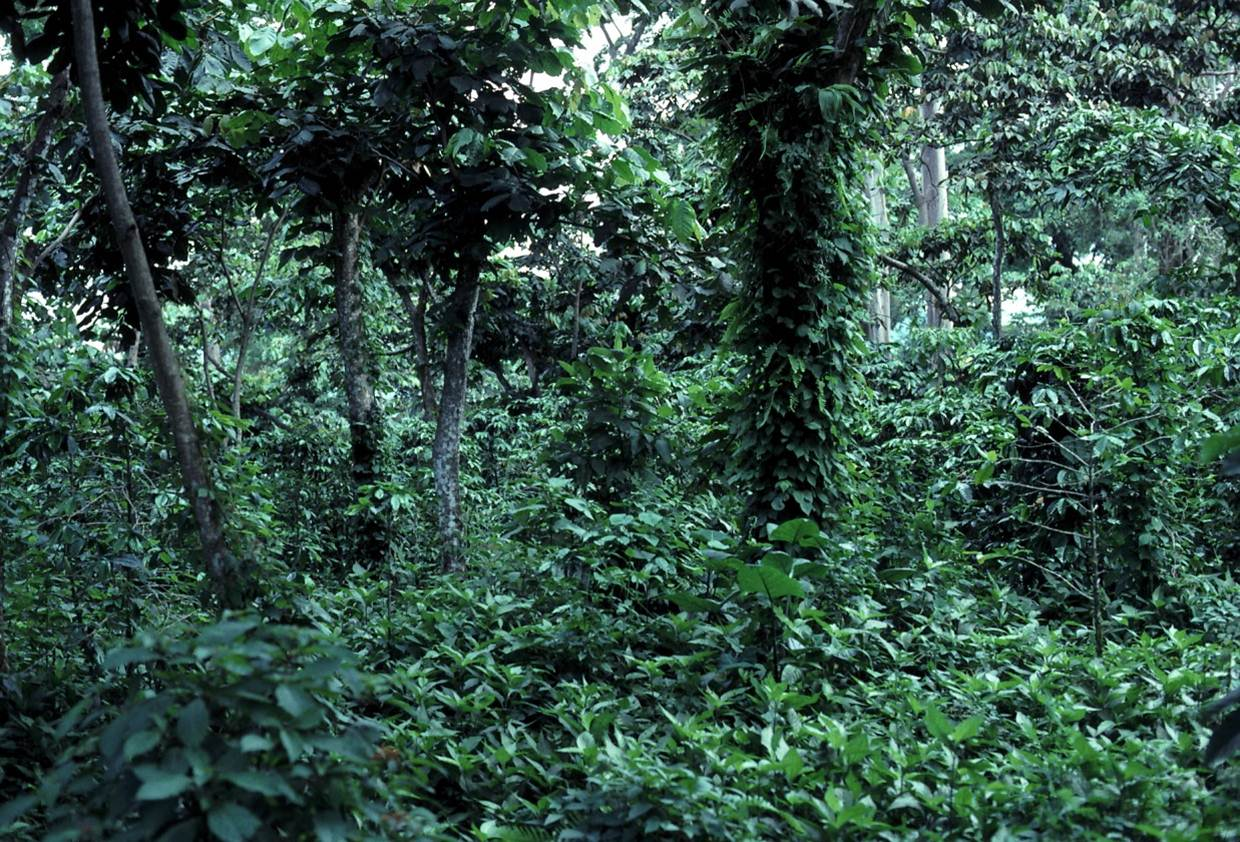
Culture traditionnelle du café, dite ombragée.

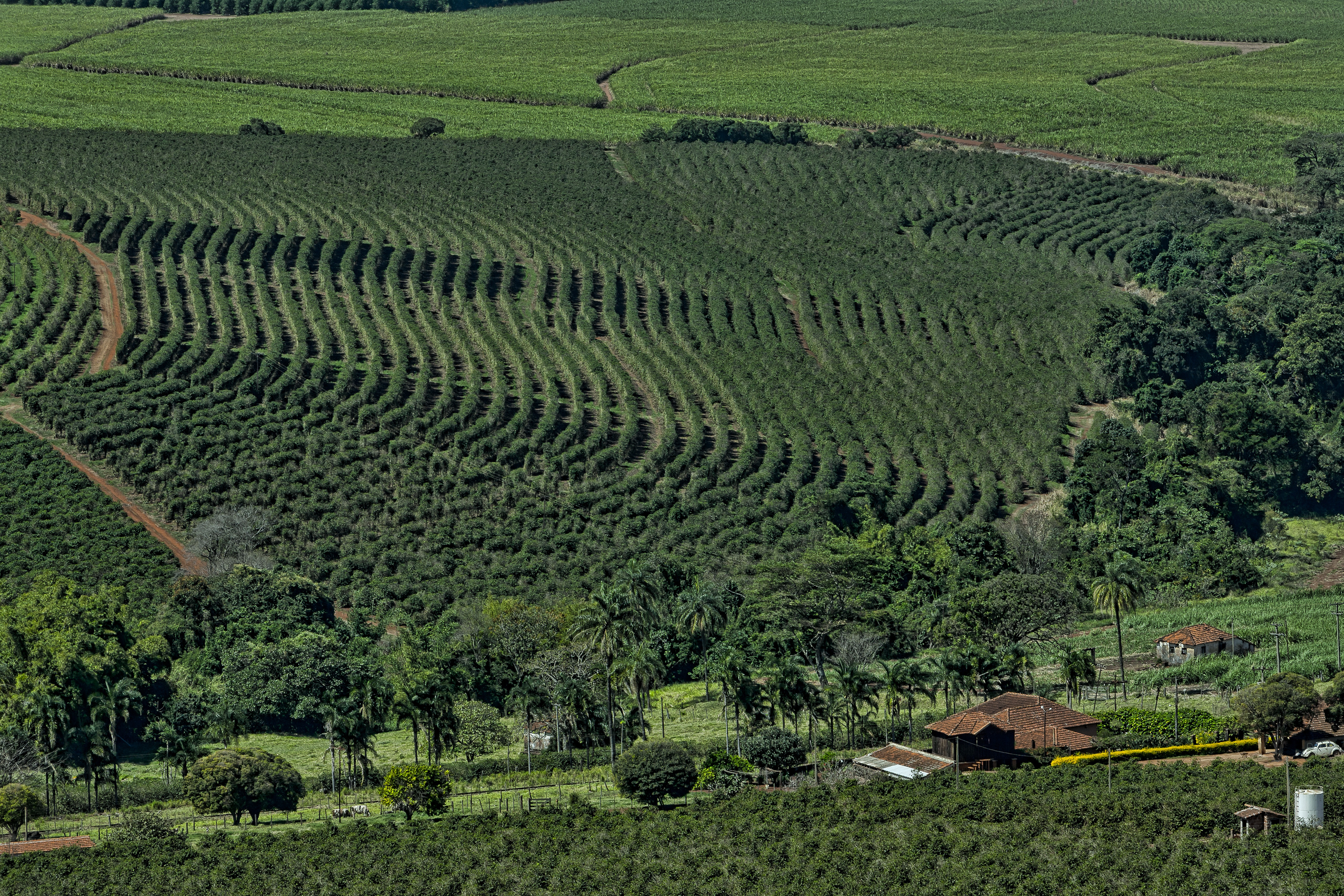
Monoculture moderne du café.

Plusieurs modèles de culture du café existent, distincts notamment par l'exposition plus ou moins complète des plants de café au soleil. Dans le modèle de culture rustique du café, seul le sous-bois de la forêt primaire est arraché, tandis que les hauts arbres sont conservés, les plants de café sont ensuite cultivés à l'ombre de la canopée primaire. La surface ombragée est de plus de 70 %, le rendement est relativement faible. Ce mode de culture associe en outre le café à d'autres cultures telles que des légumineuses : un total de 224 espèces végétales, presque toutes indigènes, ont été recensées comme associées à la culture du café au Chiapas.
Par ordre décroissant d'ombragement, on distingue ensuite (selon la classification de la Rainforest Alliance) la polyculture traditionnelle, ombragée à 40-70 %, la polyculture commerciale ombragée à 30-40 %, la monoculture ombragée (à moins de 30 %) et finalement la monoculture non ombragée. Les arbres apportant l'ombre peuvent être eux-mêmes cultivés à des fins économiques - par exemple des bananiers qui assurent aussi un important complément de revenus au cultivateur.
La culture traditionnelle ou du moins ombragée, qui relève de l'agroforesterie, héberge une biodiversité très riche, comparable à celle de la forêt originale - à titre d'exemple, une étude datée de 2005 relève 23 à 26 espèces différentes de chauve-souris dans les plantations de café ombragées du Chiapas, à comparer à 37 dans la foret primaire voisine, et suggère que ces plantations jouent un rôle de corridor biologique. En outre, elle conserve 30 % de la capacité de celle-ci comme puits de carbone. Au Salvador par exemple, 90 % des forêts primaires ont disparu, mais de vastes surfaces sont utilisées en culture ombragée de café, et elles représentent 80 % de la couverture forestière restant du pays. De plus, les arbres assurant la couverture d'ombre réduisent aussi l'érosion des sols.
Néanmoins, la modernisation de l'agriculture a mené à un recul de cette polyculture traditionnelle au profit de la monoculture faiblement ombragée (< 30 %) voire pas du tout, d'où la disparition d'une biodiversité importante. Le café ombragé bénéficie de labels de certification (Rainforest Alliance, Smithsonian Migratory Bird Center) qui leur permettent d'être vendus légèrement plus cher, ce qui incite certains planteurs à revenir un des modes de culture légèrement ombragés, qui offrent un bon compromis entre rendement et préservation de la biodiversité.

## Consommations liées à la culture du café
Une étude datée de 2006, recueillant les données de 56 plantations au Brésil, évalue l'impact écologique de la production d'une tonne de café vert comme suit : 
- Utilisation d'énergie 10 670 MJ, dont 94 kg de diesel
- Utilisation d'eau : 11 437 litres
- 10 kg de pesticides, 622 kg d'amendement et 911 kg d'engrais.

Ces chiffres sont les moyennes pondérées, les valeurs d'une plantation à l'autre étant très variables.

## Déchets liés à l'usage final du café

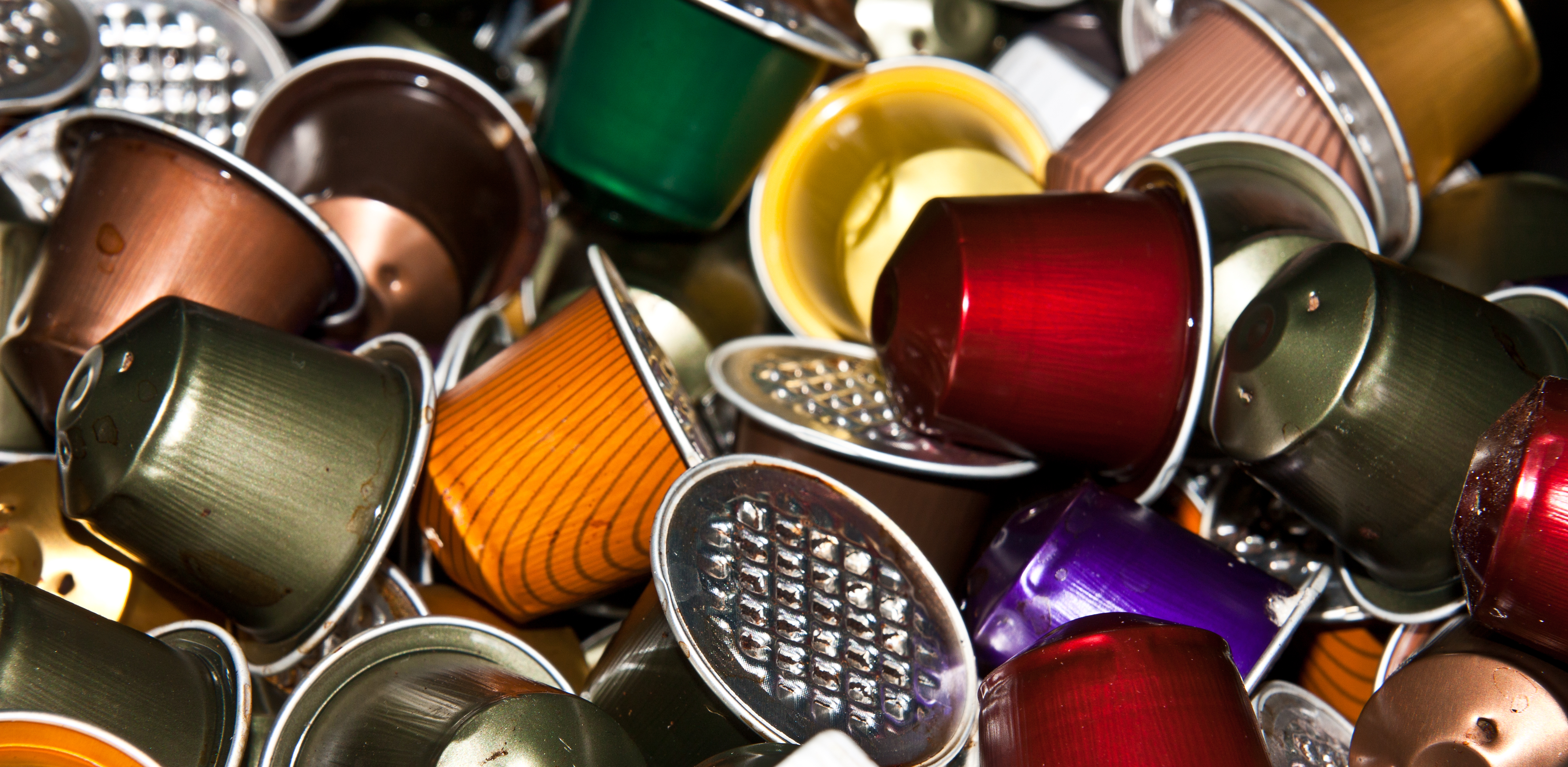
Capsules d'expresso usagées.

La consommation du café produit du marc, et d'autres déchets dépendant du mode de consommation : filtre, dosette, éventuellement gobelet à usage unique. Les dosettes de café sont largement dénoncées car représentant un volume de déchets supplémentaire et un gaspillage de matériaux (aluminium dans le cas de Nespresso), au point que par exemple la ville de Hambourg en a interdit l'usage dans ses institutions, aiguisant encore la médiatisation du problème. En réponse aux critiques, Nespresso, le leader du marché, cherche à développer le recyclage de ses capsules usagées (en multipliant les points de collecte), mais le taux de retour reste faible, de l'ordre de 20 % en France.

## Empreinte carbone globale du café
Une étude datée de 2013 s'est attachée à chiffrer l'impact en matière de gaz à effet de serre d'un kg de café produit au Costa Rica et consommé en Europe sous forme de café filtre. Le résultat obtenu est de 4,98 kg d'équivalent CO2 par kg de café vert (c'est-à-dire avant torréfaction). Cela inclut 1,93 kg pour la production et le transport, et 3,05 kg en Europe, pour la torréfaction, la distribution, etc. Le filtre et le fonctionnement de la cafetière ont été inclus dans l'étude et constituent d'ailleurs le poste le plus important.

## Déforestation
Le café, comme d'autres produits (soja, huile de palme, cacao...) peut être issu de la déforestation.

### Règlement européen visant à bannir les produits issus de la déforestation
Le règlement européen visant à bannir les produits issus de la déforestation a été adopté par le Parlement européen le 19 avril 2023. Pour le café, cela concerne :
- le café, même torréfié ou décaféiné ;
- les coques et pellicules de café ;
- les succédanés du café contenant du café, quelles que soient les proportions du mélange.